# Oksoanjon
Oksoanjon (oksianjon) je hemijsko jedinjenje sa opštom formulom  (gde je A hemijski element i O je atom kiseonika). Oksoanjone formira velika većina hemijskih elemenata. Formule jednostavnih oksoanjona su određene oktetnim pravilom. Strukture oksoanjona se mogu razmatrati kao da su formirane od  poliedarnih jedinica koje imaju zajedničke vrhove ili ivice. Fosfatni i polifosfatni estri AMP, ADP i ATP su primeri biološki važnih oksoanjona.

## Monomerni oksoanjoni
Formula monomernih oksoanjona, , je određena oksidacionim stanjem elementa A i njegovom pozicijom u periodnoj tabeli. Elementi druge periode su ograničeni sa maksimalnim koordinacionim brojem 4. Međutim, elementi prve periode nemaju monomerne oksoanjone sa tim koordinacionim brojem. Umesto toga, karbonat (32−) i nitrat (NO3−) imaju trigonalno planarne strukture sa π vezama između centralnog atoma i atoma kiseonika. π vezivanje se često javlja, jer centralni atom i kiseonik imaju slične veličine.
Oksoanjoni treće periode su tetraedralni. Tetraedralne SiO4 jedinice su nađene u olivinskim mineralima, 4, mada se samostalni anjon ne javlja. Joni fosfata (PO43−), sulfata (SO42−), i perhlorata (ClO4−) se mogu naći u raznim solima. Mnogi oksoanjoni elementa u nižem oksidacionom stanju podležu oktetnom pravilu, što se može koristiti pri pisanju njihovih formula. 
| Oksidaciono stanje | Ime              | Formula | Model |
| ------------------ | ---------------- | ------- | ----- |
| +1                 | hipohloritni jon | −       |       |
| +3                 | hloritni jon     | 2−      |       |
| +5                 | hloratni jon     | 3−      |       |
| +7                 | Perhloratni jon  | 4−      |       |

U četvrtoj i narednim periodama 6-koordinacija je moguća, mada izolovani oktaedralni oksoanjoni nisu poznati zato što be oni nosili suviše veliki naboj. Tako molibden (VI) ne formira 66−, ali formira tetraedralni molibdatni anjon, MoO42−. 6 jedinice su nađene u kondenzovanim molibdatima. Potpuno protonisani oksoanjoni sa oktaedralnom strukturom su nađeni u jonima kao što su Sn(OH)62− i 6−.

### Imenovanje
Monomerni oksoanjoni dobijaju imena na osnovu nekoliko veoma jednostavnih pravila.
Ako centralni atom nije u grupi VII
| Oksidacioni broj centralnog atoma | Imenska šema | Primeri                                                                                           |
| --------------------------------- | ------------ | ------------------------------------------------------------------------------------------------- |
| = broj grupe                      | *-at         | Borat (BO33−), Karbonat (32−), Nitrat (NO3−), Fosfat (PO43−), Sulfat (SO42−), Hromat (CrO42−), Arsenat (AsO43−) |
| = broj grupe − 2                  | *-it         | Nitrit (NO2−), Fosfit (PO33−), Sulfit (SO32−), Arsenit (AsO33−)                                            |
| = broj grupe − 4                  | hipo-*-it    | Hipofosfit (PO23−), Hiposulfit (SO22−)                                                                |

Ako je centralni atom u grupi VII
| Oksidacioni broj centralnog atoma | Imenska šema | Primeri                                                         |
| --------------------------------- | ------------ | --------------------------------------------------------------- |
| = broj grupe                      | per-*-at     | Perhlorat (ClO4−), Perbromat (BrO4−), Perjodat (IO4-), Permanganat (MnO4−) |
| = broj grupe − 2                  | *-at         | Hlorat (ClO3-), Bromat (BrO3−), Jodat (IO3-)                            |
| = broj grupe − 4                  | *-it         | Hlorit (ClO2−), Bromit (BrO2−)                                        |
| = broj grupe − 6                  | hipo-*-it    | Hipohlorit (ClO−), Hipobromit (BrO−)                                  |